# 白镕
白鎔，字小山，順天通州（今北京市通州區）人。清朝政治人物，进士出身。

## 生平
嘉慶四年（1799年）進士，選庶吉士，授編修，典福建鄉試。嘉慶十八年（1813年），大考二等，擢贊善。督安徽學政。累遷少詹事。道光元年（1821年），督廣東學政。歷詹事、內閣學士。道光七年（1827年），擢工部侍郎，調吏部。道光九年（1829年），偕同尚書松筠前赴直隸按查外委白勤被誣冤斃之事，護理總督屠之申等人降黜。督江蘇學政。不久，偕侍郎寶興勘視南河垛料，據實上奏。道光十一年（1831年），擢左都御史，召還京師，未至，命查勘江南賑災情況。次年，回京，署翰林院掌院學士，典順天鄉試。道光十三年（1833年），擢工部尚書，典武會試，因違例坐降大理寺卿。道光十九年（1839年），乞病歸鄉，卒於家，年七十四。《清史稿》有傳。 白镕和軍機大臣趙盛奎、侍郎鲍桂星為兒女姻親。

## 延伸阅读
[在维基数据编辑]
 《清史稿·卷375》，出自趙爾巽《清史稿》